# 鲍隆清
鲍隆清（1937年11月—），汉族，湖北十堰人，中华人民共和国政治人物，湖北省人大常委会原副主任，第八届全国政协委员，第九、十届全国人大代表。